# 颱風妮娜 (1975年)
颱風蓮娜（英語：Typhoon Nina，國際編號：7503，聯合颱風警報中心：04W，菲律宾大气地球物理和天文管理局：Bebeng）是1975年太平洋颱風季中第三個被命名的熱帶氣旋，風暴於7月30日形成，8月8日消散，維持了約九日。受到南下的冷空氣影響，妮娜為中國河南省等地帶來暴雨，最終引致河南“75·8”水库溃坝。驻马店地区板桥、石漫滩两座大型水库，以及数十座中小型水库同时垮坝溃决，造成约30个县市、1780万亩农田被淹，1000余万人受灾、约24万人死亡，倒塌房屋500余万间（一说680万间），冲走耕畜30.23万头，猪72万头，京广线被冲毁102公里。令妮娜成為西北太平洋最致命的熱帶氣旋。

## 氣象歷史
7月29日，一個熱帶擾動在菲律賓海的一道槽線內生成，翌日即加強為熱帶低氣壓04W和向西南移動。7月31日，該熱帶低氣壓移動速度減慢，及後開始急劇增強為熱帶風暴和轉向西北移動，獲命名為「妮娜」。由於一個副熱帶高壓阻礙妮娜再往北轉向，所以它在8月1日增強為颱風後，便採取西北偏西繼續移動。
妮娜於8月2日再作爆發性增強，偵察機報告表示妮娜的中心氣壓一日之內下降了65百帕斯卡；風力也從65節（75英里每小時、120公里每小時）躍升至130節（150英里每小時、241公里每小時），晚上時分更達致巔峰強度135節（155英里每小時、250公里每小時）。8月3日正午，它以100節（115英里每小時、185公里每小時）的風力在台灣花蓮市附近登陸。
妮娜登陸後受中央山脈影響威力減弱，並於下午4時左右由台中港附近出海，進入台灣海峽。8月4日，尼娜在福建晉江登陸，之後繼續向西北方向前進，跨越江西、湖南兩省，翌日在湖南常德附近突然轉向，北渡長江直入河南。往後三日，它先後經過泌陽和駐馬店等地。在這裡受到南下的冷空氣影響，加上河南山區的地形因素，冷空氣與妮娜的水氣發生了劇烈的垂直運動，造成歷史罕見的特大暴雨，最終引致板橋水庫等62座水庫潰壩。8月8日，尼娜轉向西南移動，不久後消散。

## 影響

### 臺灣
當地發佈颱風最高信號：海上陸上颱風警報
中央氣象局曾於8月2日9時為妮娜發佈海上及陸上颱風警報，直到8月4日5時一同解除。氣象局表示，台灣所有地區均有災情，其中花蓮縣為重災區，並有傷亡和失蹤報告。
妮娜在台灣花蓮縣登陸後，近中心最高持續風速高達185公里每小時，最高陣風更達222公里每小時。重災區花蓮縣是錄得最高持續風速和最高陣風風速的地方，分別為約每秒38公尺和約每秒56公尺。 妮娜的環流同時為台灣帶來廣泛降雨，其中在阿里山地區8月2日至4日錄得最高雨量為496.9毫米，玉山亦錄得雨量為326.2毫米，台灣部分鄉鎮都錄得多於100毫米雨量。廣泛的降雨引起了水浸和山泥傾瀉，釀成29人死亡和140人受傷。全台灣共有約3,000間房屋倒塌或受損，單在花蓮就有561間房屋倒塌和逾1,831間房屋受損，並有四人罹難。而臺東縣部份則因大雨造成太平溪上游太巴六九溪的台電太平發電廠遭到爆發的山洪沖毀並掩埋，後台電亦放棄該水力發電廠不再修復。受妮娜影響，各地航班、火車和公共汽車均暫停服務，但臺北松山機場的國際航班服務卻仍然維持。

### 中国大陆

河南“75·8”水库溃坝洪水淹没范围

受台灣地形影響，妮娜在中國大陸登陸前已減弱為熱帶風暴，並以110公里每小時的風力登陸福建晉江，然而對福建的影響卻不大。
不過，妮娜在內陸卻受到南下的冷空氣影響，為河南等地帶來暴雨。錄得逾400毫米雨量的區域達19,410平方公里，板橋水庫、石漫灘水庫到方城縣一帶的雨量更超過1,000毫米。而在暴雨中心泌陽縣林莊鄉，最大24小時雨量達到1,060毫米，最大六小時雨量更達到830毫米，超越當時美國賓夕凡尼亞州密士港782毫米的世界最高紀錄。
暴雨最終引致河南“75·8”水库溃坝：驻马店地区板桥、石漫滩两座大型水库，以及数十座中小型水库同时垮坝溃决，造成约30个县市、1780万亩农田被淹，1000多万人受灾、24万人死亡，倒塌房屋596万间，冲走耕畜30.23万头，猪72万头，京广线被冲毁102公里。2005年，该事件被美国《探索频道》评为世界历史上最重大的人为技术灾难第一名。

## 外部連結
- 颱風妮娜最佳路徑圖數據，Unisys.com
- 颱風妮娜報告，聯合颱風警報中心
- 颱風妮娜侵台資料 （页面存档备份，存于），侵台颱風資料庫，中央氣象局
- 第五屆國際熱帶氣旋研討會：主題2.1－降雨的觀測和預報 （页面存档备份，存于）
- 第27屆颶風及熱帶氣象學會議 （页面存档备份，存于）